# 天塩富士
天塩富士（てしおふじ）は、北海道士別市と紋別郡滝上町の境に位置する山である。標高1,450m。